# Otto Hermann Reich Edler von Rohrwig
Otto Hermann Reich Edler von Rohrwig (* 19. April 1902 in Olmütz; † 3. März 1945 bei Landsberg an der Warthe) war ein österreichischer Schriftsteller.

## Leben
Reich Edler von Rohrwig war der Sohn eines Primararztes. Er besuchte Gymnasien in Meran und Wels und studierte danach Rechtswissenschaften an der Universität Wien. Später studierte er dort Philosophie und arbeitete gleichzeitig aus finanziellen Gründen sieben Jahre lang als Hilfsarbeiter in einer Zuckerfabrik. Er wurde während seines Studiums 1923 Mitglied der Wiener Burschenschaft Bruna Sudetia. Zum 5. Dezember 1931 trat er der NSDAP bei (Mitgliedsnummer 689.403). Wegen seiner Aktivitäten für die NSDAP musste er 1933 Österreich verlassen und ging nach Deutschland. Er wurde 1936 in Berlin zum Dr. phil. promoviert.
Reich Edler von Rohrwig  war auch Mitglied der SA, der Deutschen Arbeitsfront (DAF), des Altherrenbundes der Deutschen Studenten und der Reichsschrifttumskammer sowie Hauptfrontführer der Organisation Todt. Er war als Mitarbeiter an mehreren Zeitschriften beteiligt: Deutsches Wollen (1935), Burschenschaftliche Blätter (1936/37), Schweizer Monatshefte (1936), Der Frontarbeiter (bis 1941), Die Strasse (1941), Der deutsche Baumeister (1941).
Reich Edler von Rohrwig war bis Februar 1941 als Schriftleiter im arbeitswissenschaftlichen Institut der Deutschen Arbeitsfront tätig und anschließend als Kriegsberichterstatter in der Propagandastaffel der Organisation Todt. Dabei fiel er 1945 im Zweiten Weltkrieg.

## Veröffentlichungen (Auswahl)
- Von Landsknechten, Schelmen, und schönen Frauen. Wilde Lieder. Wien 1931.
- Die russische Ostasienpolitik in Geschichte und Gegenwart. 1936.
- Arbeit ist Sieg. Gedichte. 1941 als Band 9 der Schriftenreihe der Presseabteilung des Reichsministers Dr. Todt.
- Der Freiheitskampf der Ostmark-Deutschen von St. Germain bis Adolf Hitler. Graz 1942.